# 新庫亞馬 (加利福尼亞州)
新庫亞馬（英語：New Cuyama）是位於美國加利福尼亞州聖巴巴拉縣的一個人口普查指定地區。

## 地理
新庫亞馬的座標為34°56′53″N 119°49′21″W / 34.94806°N 119.82250°W，而該地最高點為海拔高度660米（即2150英尺）。

## 人口
根據2010年美國人口普查的數據，新庫亞馬的面積為1.827平方千米，均為陸地。當地共有人口517人，而人口密度為每平方千米282人。